# إيفان شامبرز
إيفان شامبرز (بالإنجليزية: Evan Chambers)‏ هو ملحن أمريكي، ولد في 1963 في الإسكندرية في الولايات المتحدة.

## وصلات خارجية
- إيفان شامبرز على موقع ميوزك برينز (الإنجليزية)